# Tunyogi-évek (1979–1996)
A Tunyogi-évek (1979–1996) a P. Mobil együttes 2016-ban megjelent háromlemezes albuma, mely digitálisan feljavított bootleg koncertanyagokat tartalmaz. A lemezhez tartozik egy 24 oldalas fényképválogatásos booklet. Az album a P. Mobilnak azt a korszakát dolgozza fel, amikor Tunyogi Péter volt az énekes.

## A lemezről
Eredetileg 2010-ben tervezték kiadni ezt a lemezt, azonban a korábbi zenekari tagok ellenállásán akkor megbukott. Az eredeti változat a Honfoglalás szvitet tartalmazta volna az első lemezen (szimfonikus és rockváltozatban egyaránt), a második és harmadik lemezre pedig az 1983-as Magyar Fal koncert házilag rögzített verzióját tartalmazta volna. Amikor 2016-ban végül sikerült kiadni, akkor egy kissé változtattak rajta: az első két CD-re a Magyar Fal koncertfelvétele került fel, a harmadik, „Isten veled, Tunyó!” CD-re pedig különféle válogatott koncert- és stúdiófelvételek kerültek.

## Tracklista

### CD1: Magyar Fal 1.
1. Rocktóber
2. Rock ’n’ Roll
3. Piros, metál, zöld
4. Szerettél már szamuráj?
5. Mobilizmo
6. Menj tovább
7. Lámpagyár
8. Honfoglalás I. Intro
9. Honfoglalás II. Vándorlások
10. Honfoglalás III. Harcok
11. Honfoglalás IV. Vérszerződés
12. Honfoglalás V. Újhaza
13. Heavy Medal
14. A Főnix éjszakája
15. Tűzimádó
16. Az óra körbejárt
17. Ha jössz hozzám, késő

A felvétel 1983. április 29-én készült a Budai Ifjúsági Parkban.

### CD2: Magyar Fal 2.
1. Simli Show
2. Forma-1
3. Pléhkrisztus
4. Aranyásó szakkör
5. Miskolc
6. Csizma az asztalon
7. A Király
8. Varjúdal
9. Metálmánia
10. Átlagember
11. Kié a nagy P?
12. Asszonyt akarok
13. Józsi gyere haza!
14. Alkohol blues
15. Oh Yeah
16. Utolsó cigaretta
17. Örökmozgó lettem

A felvétel 1983. április 29-én készült a Budai Ifjúsági Parkban.

### CD3: Isten veled, Tunyó!
1. Honfoglalás – Intro (1996 stúdió)
2. Honfoglalás – Őshaza (1996 stúdió)
3. Transsylvania (1996 stúdió)
4. Utolsó cigaretta (Fekete Bárányok koncert)
5. Billy, a kölyök (1982.08.20. Tatabánya)
6. Hányas a kabát (1984.06.29. Siófok)
7. Kétforintos dal (1984.06.29. Siófok)
8. Szép volt (1984.09.23. Budai Ifjúsági Park)
9. Dugjatok a 220-ba! (1994.06.11. Fradi pálya)
10. Ez az élet Babolcsai néni! (1994.06.11. Fradi pálya)
11. Egyszer az életben (1994.06.11. Fradi pálya)
12. Újrakezdeném (1994.06.11. Fradi pálya)
13. Szívpörkölt (1995.04.30. PeCsa)
14. A zöld, a bíbor és a fekete (1995.04.30. PeCsa)
15. Örökké szeress (1995.06.27. Skála Metró)
16. Utolsó rock ’n’ roll (1995.06.27. Skála Metró)
17. A pofádat befogod (1995.06.27. Skála Metró)
18. Honfoglalás – Újhaza (1995.12.28. BKK)